# Aeroportul The Eastern Iowa
Aeroportul The Eastern Iowa (IATA: CID, ICAO: KCID, FAA LID: CID) este un aeroport din Iowa, Statele Unite ale Americii ce deservește zona Cedar Rapids. Aeroportul a fost tranzitat în 2019 de 1.344.386 de pasageri. A fost deschis în 1944.
Situat la o altitudine de 265 m, aeroportul dispune de 2 piste.

## Infrastructură

### Piste
Aeroportul dispune de 2 piste. Pista 09/27 are suprafața de beton și dimensiunile 8.600 picioare × 150 picioare. Pista 13/31 are suprafața de asfalt și dimensiunile 6.200 picioare × 150 picioare. 